# 韋賴謝吉哈茲

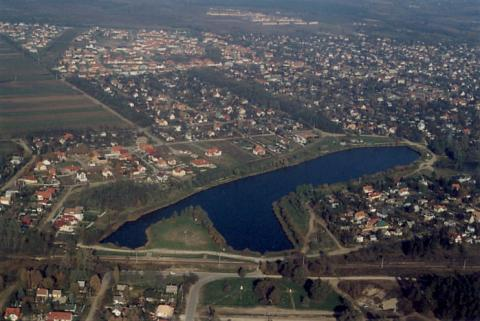

韋賴謝吉哈茲是匈牙利的城鎮，位於該國北部，距離首都布達佩斯30公里，由佩斯州負責管轄，面積28.56平方公里，2011年人口16,539，其中約一半居民信奉天主教。

## 外部連結
- Street map （页面存档备份，存于） （匈牙利文）
- Documentary film about the city （匈牙利文）
- Veresegyház Official Website （页面存档备份，存于）
- Facebook page （页面存档备份，存于）
- Website of the Roman Catholic Church （页面存档备份，存于）
- Photos of Veresegyház （页面存档备份，存于）